# 佐藤清 (英文学者)
佐藤 清（さとう きよし、1885年1月11日 - 1960年8月15日）は、日本の詩人・英文学者。

## 生涯
1885年、宮城県仙台市生まれた。旧姓・岡。東京帝国大学英文科を卒業。関西学院に勤務したのちに英国留学し、1923年より東京女子高等師範学校教授となった。1924年の京城帝国大学創設に伴い、その教授就任に備えるため再び英国留学を命ぜられ、その後赴任した。1945年、定年退官。
戦後
戦後、青山学院大学教授として教鞭をとった。墓所は多磨霊園(21-1-23)にある。

## 研究内容・業績
キーツ、ワーズワース、シェリーなど英国ロマン派の詩人を研究。

## 著作
著書
- 『西灘より』警醒社書店 1914
- 『愛と音楽』六合雑誌社 1919
- 『青海歌集』(編) 青海短歌会 1922
- 『海乃詩集 大正12年版』上田書店 1923
- 『詩集 雲に鳥』柴田書店 1929
- 『英詩の精髓』研究社 1930
- 『文学汎論』四条書房 1931
- 『新文学評論』東北書院 1933
- 『ワーヅワース 研究社英米文学評伝叢書』研究社出版 1934
- 『T・S・エリオット詩・研究』研究社 1937
- 『エフ・トムスン 研究社英米文学評伝叢書』研究社出版 1937
- 『折蘆集』作品社(作品文庫) 1938
- 『碧靈集』人文社 1942
- 『シェリー』(世界文学はんどぶっく) 世界評論社 1949
- 『キーツ研究 特に詩作の心理に関聯して』北星堂書店 1953
- 『史詩聖徳太子』創造」發行所 1953
- 『おもとみち 詩集』書肆ユリイカ 1960

著作集
- 『佐藤清全集』(全3巻) 詩声社 1963-1964
- 『佐藤清遺稿詩集』詩声社 1961

翻訳
- エヴエレット『青年の倫理』内外出版協会 1911
- エドワード・ジヤドソン『東洋伝道の開拓者ジヤドソン伝』教文館 1913
- ナタネール・ホーソン『緋文字』日本基督教興文協会 1917 のち岩波文庫
- エ・エーチ・ストロング『自然詩人ウオーズワス』福音書店 宗教と文芸叢書 1920
- エ・エーチ・ストロング『万有神教詩人ゲーテ』福音書店 宗教と文芸叢書 1920
- エ・エーチ・ストロング『叙事詩人ホーマ』福音書店 宗教と文芸叢書 1920
- エ・エーチ・ストロング『羅馬の詩人ヴァージル』福音書店 宗教と文芸叢書 1920
- エ・エーチ・ストロング『敬虔詩人テニソン』福音書店 宗教と文芸叢書 1920
- エ・エーチ・ストロング『楽天詩人ブラウニング』福音書店 宗教と文芸叢書 1920
- ウィリアム・モリス『藝術論』日進堂 近世文化叢書 1922
- エ・エーチ・ストロング『宗教改革の詩人ミルトン』福音書館 宗教と文芸叢書 1923
- エ・エーチ・ストロング『ダンテと「神曲」』福音書館 宗教と文芸叢書 1923
- エ・エーチ・ストロング『シエークスピア及び彼の普遍性』福音書館 宗教と文芸叢書 1923
- エ・エーチ・ストロング『詩人としてのエマスン』福音書館 宗教と文芸叢書 1923
- 『優しき少年 ホーソン短篇集』岩波文庫、1934
- 『ワーヅワース詩抄』新月社(英米名著叢書) 1948
- ホーソン『トワイス・トールドテールズ』泰文堂 1950
- 『キーツ書簡集』岩波文庫 1952
- 『シェリー詩集』アポロン社 1962

## 資料
- ユン・スアン「京城帝国大学における英文学の位置：佐藤清の英文学観を中心に」『教育史フォーラム』3, 2009年, 3-25頁.